# ISO 3166-2:WF
Die Liste der ISO-3166-2-Codes für  Wallis und Futuna enthält die Codes für die drei Königreiche von Wallis und Futuna.

Die Codes bestehen aus zwei Teilen, die durch einen Bindestrich voneinander getrennt sind. Der erste Teil gibt den Landescode gemäß ISO 3166-1 (für  Wallis und Futuna WF), der zweite den Code für das Königreich wieder.
Die aktuellen Codes stehen auf der Seite der ISO unter #iso:code:3166:WF zur Verfügung.

Wallis und Futuna ist auch unter dem Code FR-WF in der ISO 3166-2:FR für Frankreich aufgenommen.
| Verwaltungsbezirk | Code  |
| ----------------- | ----- |
| Alo               | WF-AL |
| Sigave            | WF-SG |
| Uvea              | WF-UV |